# Torneo de Bari 2024
El Open Delle Puglie 2024 fue un torneo de tenis profesional jugado en canchas de tierra batida. Se trató de la 3.ª edición del torneo que formó parte de los Torneos WTA 125s en 2024. Se llevó a cabo en Bari, Italia, entre el 3 al 9 de junio de 2024.

## Cabezas de serie

### Individuales
| Tenista            | Ranking | Preclasificada |
| Nadia Podoroska    | 59      | 1              |
| Lucia Bronzetti    | 67      | 2              |
| Jaqueline Cristian | 69      | 3              |
| Bernarda Pera      | 80      | 4              |
| Varvara Gracheva   | 92      | 5              |
| Renata Zarazúa     | 102     | 6              |
| Marina Bassols     | 111     | 7              |
| Fiona Ferro        | 126     | 8              |
| Tamara Zidanšek    | 131     | 9              |

- Ranking del 27 de mayo de 2024.

### Dobles
| Tenista                         | Ranking | Preclasificada |
| Anna Danilina Irina Khromacheva | 101     | 1              |
| Quinn Gleason Tang Qianhui      | 214     | 2              |

## Campeonas

### Individuales femeninos
Anca Todoni venció a  Panna Udvardy por 6–4, 6–0

### Dobles femenino
Anna Danilina /  Irina Khromacheva vencieron a  Angelica Moratelli  /  Renata Zarazúa por 6–1, 6–3